# Плексит
Плекси́т (лат. plexitis) або плексопатія (plexopathia) — патологія гілок нервового сплетення (plexus) неспецифічного запального характеру.
Це захворювання часто плутають з невралгією. Їх істотна відмінність полягає в тому, що при невралгії страждають тканини, що оточують нерв, а при плекситі запалюється саме нервове сплетіння і окремі його частини. Хвороба може виникнути в будь-якому віці, але частіше за все вона з'являється в період 20-60 років.
У більшості випадків даний вид захворювання носить односторонній характер, однак може бути і двостороннім. Двостороння форма вкрай важко піддається лікуванню: супроводжується слабкістю в уражених кінцівках, болісними болями і вимагає тривалого курсу реабілітації.

## Причини
Зазвичай плексопатія є вторинним або супутнім захворюванням. Вона виникає в зв'язку із захворюваннями, що межують з корінцями і сплетеннями тканин:
- ураження суглобів і хребців (спондилоартрити і спондилоартрози, остеохондроз, зміщення дисків, спондиліт, пухлини, травматичні ураження хребта, ключиці, плечового суглоба, аневризма підключичної артерії і т. д.) ;
- вроджені деформації і аномалії хребта (додаткове ребро, синостоза хребців).

Ураження окремих петель сплетення також викликається захворюваннями плечового суглоба (артрит і периартрит запального або деформуючого характеру).
До інших причин виникнення плексита відносяться:
- пошкодження під час пологів при неправильному проходженні плода через родові шляхи;[1]
- компресійне (ішемічне) здавлювання плечового сплетіння під час наркотичного або алкогольного сну на одному боці, що приводить до серйозного пошкодження нервово-судинного пучка. Подібне ураження трапляється і при психотичних розладах, неправильно накладеній мобілізуючій пов'язці на плече і руку і незручних милицях;
- збільшення лімфатичних вузлів інфекційної або злоякісної природи;
- туберкульоз, герпес, грип, цитомегаловірус, алкоголь і сурогати алкоголю, важкі метали, солі ртуті, миш'як, свинець і т. і.[2];
- порушення метаболізму (подагра, гіпертиреоз, цукровий діабет);
- постійне переохолодження.

Запалитися може будь-яке нервове сплетіння, однак найчастіше виникає шийний і плечовий плексит.

## Симптоми
Поразка корінців і нервового сплетення призводить до появи болю. Внаслідок грубих порушень нервових волокон виникає втрата чутливості і обмеження рухів ураженої частини тіла.
Локалізація болю і прояв інших симптомів залежать від того, які корінці і окремі петлі сплетення вражені і в якій кількості.
При ураженнях верхніх шийних корінців (С1-С4) спостерігаються болі в районі поширення потиличних, вушних, діафрагмальних нервів. Болі в лопатках, плечовому поясі і верхніх кінцівках говорять про поразку нижніх шийних і верхніх грудних корінців. Больові відчуття в районі крижів, попереку, стегна, сідниці з іррадіацією в пахову зону свідчать про пошкодження поперекових і крижових корінців.
Досить часто при ураженнях шийних і грудних корінців болі локалізуються в шиї, в області лопатки і поширюються по всій руці або по ходу шкірного нерва.
Болі можуть бути спонтанними або виникати при рухах. Вони носять тупий характер, однак частіше бувають гострими, пекучими і стріляючими. У більшості випадків вони посилюються ночами. Больові відчуття можуть поширюватися на інші частини тіла.
Рух руки (її підйом, відведення, згинання / розгинання кисті) посилює біль при шийно-плечовому плекситі. Болючим також буває нахил голови назад, в сторони, а також в уражену сторону, або в протилежну (локалізація в сплетінні).
Наявність болів створює вимушене положення тіла. Голова нахилена злегка вниз або в протилежний від болю бік, рука частіше бере пронаторне і згинальне положення передпліччя.
Больові точки виявляються в паравертебральній області, над і під ключицею, при тиску на променевий нерв в тому місці, де він огинає плечову кістку, тиску на сплетіння в пахвовій ямці, точки в ліктьовому згині, по середній лінії внутрішньої поверхні передпліччя, на долонній поверхні, а також в сідничній і паховій області, на поверхні стегна і зовнішньої поверхні гомілки.
При корінцевій локалізації плексита виникає симптом Нері. Він проявляється в тому, що рухи шийного відділу викликають біль в поперековому відділі, а також відбувається віддача в лопатку і руку.
Болі іноді супроводжуються парестезією у вигляді оніміння. Об'єктивний розлад чутливості як правило відсутній, рідше воно виражається гіперестезією (підвищенням чутливості) або легкою гіпестезією (втратою чутливості).
Зміни з боку рефлексів зазвичай не виникають. Власна збудливість м'язів нерідко підвищена. Спостерігаються також фасцикулярні посмикування (скорочення) м'язів при їх розтягуванні або постукуванні.
При тривалому перебігу хвороби може розвинутися дифузне схуднення м'язів руки і плечового пояса з в'ялістю мускулатури. При цьому сухожильні і глибокі рефлекси можуть бути зниженими.
При грижах шийних дисків ураженню піддаються корінці С6 або С7. Болі в таких випадках поширюються не тільки по руці, але іррадіюють в шию, потилицю, іноді в лобову область і в відповідну сторону грудей. Болі посилюються від нахилу голови в хвору сторону, навантаження на нахилену голову викликає біль в пальцях руки. Крім головного болю з локалізацією в потилиці і з іррадіацією в скроню і обличчя відзначаються запаморочення у вигляді нудоти, почуття невпевненості або справжні вестибулярні запаморочення, слухові розлади (шум і біль у вухах), зорові розлади (відчуття тяжкості і тиску на очне яблуко, стомлення акомодації — здатності чітко бачити). При задніх зсувах диска можуть виникнути симптоми спінальної компресії з розвитком часткового або повного спинального блоку.
При плекситі іноді можуть виникати патології розподілу крові. Це проявляється в почервонінні або синюшности, а також в набряку кінцівки і зниженні її температури. В окремих випадках спостерігається порушення пітливості. Рідше виникає оперізуючий герпес.

## Патогенез
При плекситі відбувається часткове або повне пошкодження нервового сплетення. Під час часткового пошкодження відбувається травмування окремих стовбурів, пучків і гілок нервів. Повне пошкодження нервової тканини зустрічається досить рідко.
Механізм виникнення плексита різний. Грубі пошкодження нервових елементів можливі при проростанні або здавленні їх пухлиною або зруйнованим хребцем, епідуральних і інтрадуральних процесах, іноді при зміщенні диска.
Утворення плексита провокує токсичні, обмінні і судинні зміни.
Залежно від місця ураження корінців порушуються функції різних груп м'язів:
- ушкодження шийних корінців С3-С4 веде до поразки м'язів діафрагми;
- ушкодження корінців С5-С6 призводить до паралічу Дюшена-Ерба, а також до поразки групи м'язів (дельтоподібних, передньо-плечовий, великого грудного, біцепса, супенатора, над- і підключичного м'язу, ромбоподібного і великого зубчастого);
- пошкодження корінця С7 паралізує м'язи, що іннервують променевим нервом, за винятком довгого супінатора, частково триголового м'язу, розгинача і довгого привідного м'яза великого пальця;[6]
- ушкодження корінців С8-T1 провокує ураження м'язів кисті (за винятком тих, які іннервуються променевим нервом), ураження симпатичної гілки, в результаті чого виникає симптом Бернара-Горнера (звуження зіниці, очної щілини і западання очного яблука).[6][3][4]
- тотальне пошкодження шийно-плечового сплетіння паралізує всю верхню кінцівку і м'язи плечового пояса.

Процес виникнення плексита ділиться на кілька стадій:
- невралгічна (характерне переважання больового синдрому — плексалгії; в момент руху біль різко посилюється);
- паралітична (до больових відчуттів приєднується параліч або ослаблення м'язів, знижуються глибокі рефлекси, порушується чутливість, виникає набряклість. Все це відбувається в зв'язку з випаданням функції нервів).

## Класифікація та стадії розвитку
За місцем локалізації виділяють наступні плексити:
- шийні;
- плечові;
- поперекові;
- крижові;
- куприкові (зустрічаються рідко).

Через причини виникнення плексити діляться на:
- травматичні або родові;
- посттравматичні;
- інфекційні;
- компресійно-ішемічні;
- токсичні;
- інтоксикаційні;
- метаболічні;
- алергічні.

Залежно від ступеня поширеності запального процесу плексопатія буває:
- односторонньою;
- двосторонньою.

## Ускладнення
Якщо плексит не лікувати, то процес захворювання може ускладнитися:
- виникненням повного або часткового паралічу частини тіла;
- слабкістю (парезами) в руках і ногах;
- порушенням чутливості;
- втратою фізичної активності;
- атрофічними змінами м'язів[8];
- збільшенням і хворобливістю регіонарних лімфовузлів;
- звуженням зіниці і поглибленням очного яблука (синдром Бернара-Горнера)[8];
- утворенням хронічної форми захворювання.

Всі ці ускладнення можуть привести не тільки до втрати працездатності, а й до інвалідизації.

## Діагностика
Обстеження пацієнта з підозрою на плексит проводиться за допомогою рентгенографії ураженої ділянки, комп'ютерної томографії, магнітно-резонансної томографії, ультразвукового дослідження, поверхневої нейроміографія та аналізу крові.
Зокрема використання нейроміографії необхідно для оцінки стану нервової системи і процесу передачі нервових імпульсів.
Встановити знаходження уражених нервових корінців і сплетінь не так просто. На корінцеву локалізацію плексита вказують такі ознаки, як симптом Нері, симптом Бернара-Горнера, виникнення болю при нахилі голови назад і в сторону ураження, кругові рухи голови і навантаженні на голову. В такому випадку плексопатія частіше буває односторонньою.

### Диференціальна діагностика
При проведенні діагностики важливо відрізнити плексит від інших захворювань зі схожими симптомами, таких як:
- радикуліт різної локалізації;
- сирингомієлія — захворювання, при якому утворюються порожнини в спинному мозку;
- захворювання плечового суглоба і суглобової сумки;
- захворювання внутрішніх органів та інші.

Сирингомієлія досить часто супроводжується болями в шиї, лопатці, руці. Іноді ці больові відчуття є чи не єдиним симптомом захворювання або ж супроводжуються насилу вловимим розладом чутливості в межах, що  далеко заходять за межі шийних сегментів. У зв'язку з цим захворювання часто плутають з плекситом, що призводить до довгого безрезультатного лікування від плексопатії.
Характерними симптомами сирингомієлії є глибокі ломлячі або пекучі болі, іноді перехідні в відчуття чогось гарячого, палючого. Болі непостійні: виникають і зникають без видимих на те причин. Нерідко зона болів поширюється на обличчя в привушній області, на лоб, спину або бічну поверхню грудної клітини.
Захворювання плечового суглоба або суглобової сумки також супроводжуються іррадіюючими болями, близькими за характером і локалізацією до больового синдрому при плекситі. Найбільш болючі з них некалькульозні бурсити — запалення суглобової сумки.
Відмінні ознаки бурситу — рефлекторна нерухомість суглоба, больові точки на суглобі (які відсутні при плекситі). Також полегшити діагностику допоможе рентгенографія суглоба. Аналогічні іррадіюючі болі можуть виникнути при захворюваннях кісток верхніх кінцівок (періостит, остеомієліт, туберкульоз та інші).
Захворювання внутрішніх органів (легень, серця, аорти) можуть супроводжуватися нехарактерними і короткочасними болями. Тому в більшості випадків дані види захворювань рідко беруться до уваги при діагностиці. Винятком є стенокардія, яка іноді проявляється болями в руці і лопатці.
Також больовий синдром при плексопатії дуже схожий з:
- інфекційним епідуритом (локалізується в кістковому і спинномозковому каналах);
- обмеженим лептоменінгітом (зазвичай в процес втягуються корінці);

У рідкісних випадках при ураженнях головного мозку (зорового бугра) можуть виникати болі в руці і плечі. Однак вони не стільки інтенсивні, скільки мають неприємне емоційне забарвлення і супроводжуються болісними парестезіями (поколювання, відчуття холоду, мурашки). Болі різко посилюються від імпульсів, що виходять з м'язів, навіть від найменших рухів кінцівки.
Від того, на якій стадії захворювання проведена діагностика, залежить складність терапії та відновлення пацієнта. Тому при появі перших симптомів плексита важливо якомога швидше звернутися до фахівця.

## Лікування
Лікування плексита в першу чергу повинно бути спрямоване на усунення причини виникнення захворювання:
- при утворенні плексопатії в зв'язку з травмуванням травматолог-ортопед проводить операцію по відновленню цілісності кістки;
- при остеохондрозі призначається застосування хондропротекторів;
- при порушеннях метаболічного процесу показані ендокринні препарати;
- при пухлинах, аневризмах і утвореннях додаткових ребер проводиться операція з їх видалення;
- при інфікуванні або інтоксикації показано застосування антибактеріальних, антивірусних і дезінтоксикаційних препаратів.

Терапія плексопатії є комплексною і вирішує наступні завдання:
- усуває больовий синдром;
- покращує кровообіг і живлення тканин в зоні ураження;
- нормалізує роботу нервових сплетінь і відновлює функціонування уражених частин тіла.

Для усунення окремих симптомів плексита показано застосування:
- знеболювальних — новокаїнові блокади, анальгін, аспізол, оксадола;
- нестероїдних протизапальних засобів (НПЗЗ) — диклофенак, німесулід, індометацин;
- стероїдних протизапальних препаратів — преднізолон, дексаметазон, дипроспан[7];
- вітамінів — вітамінів групи А, В, С, Е;
- антихолінестеразних засобів, що поліпшують проведення нервових імпульсів — прозерин, калімін, інвалін;
- трофічних препаратів — нікотинової кислоти, калію оротата, неробола, лідази;
- засобів для поліпшення мікроциркуляції;
- хондропротекторів.

Крім перерахованих препаратів позбутися симптомів плексопатії можна за допомогою:
- фізіопроцедур — ультразвуку з гідрокартизоном, електрофорезу з новокаїном, магнітотерапії, озокериту;
- масажу при затуханні гострого запального процесу;
- лікувальної гімнастики;

### Фізеотерапія
Використання ультразвукової та лазерної терапії інфрачервоного типу дозволить прискорити відновлення ураженої тканини.
До нейростимулюючих процедур, які поліпшують стан нервових тканин, відносять нейроелектростимуляцію.
Застосування електроаналгезії імпульсами короткого типу і лікарського електрофорезу сприяє зниженню больового синдрому, а призначення УВЧ-терапії запобіжить скупченню рідини в суглобі і суглобовій сумці

## Прогнозування та профілактика
Прогноз лікування плексита та ймовірність виникнення ускладнень залежать від своєчасного звернення до лікаря. Тому при появі перших ознак захворювання (наприклад, біль у плечі) потрібно якомога швидше пройти необхідні обстеження, щоб виключити або ж підтвердити наявність плексита.
Основні методи профілактики:
- щоденні вправи і помірне фізичне навантаження (зведення і розведення лопаток, кругові рухи руками, підйом і опускання плечей);
- масаж;
- плавання;
- аквааеробіка, оздоровча гімнастика.

Дані методи необхідно також використовувати і після терапії плексита. Це дозволить уникнути рецидиву захворювання:
- вправи допоможуть поліпшити кровообіг і обмін речовин в пошкодженій ділянці, відновлять сили і еластичність м'язів, які були атрофовані;
- масаж зменшує і усуває больові відчуття, покращує кровотік і прохідність нервових стовбурів, відновлює чутливість тканин; курс масажу можна проводити самостійно, але тільки після перших сеансів професійного масажу;
- плавання сприяє усуненню можливих рецидивів запалення, а також знімає емоційну напругу і стрес;
- аквааеробіка робить позитивний вплив на сухожилля і суглоби, не даючи їм закостеніти.

При захопленні і перекладанні дрібних предметів, таких як намистини, горошини і гайки, відновлюється дрібна моторика пальців.
Щоб уникнути появи плексита важливо стежити за тим, щоб організм не переохолоджувався і не піддавався важким фізичним навантаженням.

### відео
- ЛФК при плекситі